# Magdalena K. P. Smith Meyer
Magdalena Kathrina Petronella Smith Meyer (geborene Magdalena Kathrina Petronella Smith; * 9. Oktober 1931 bei Leeudoringstad; † 21. Oktober 2004), auch als Lenie Meyer bekannt, war eine südafrikanische Acarologin.

## Leben
Meyer wurde auf einer Farm in der Nähe von Leeudoringstad geboren. 1948 absolvierte sie die Helpmekaar High School for Girls in Johannesburg. Im Jahr 1949 schrieb sie sich an der Potchefstroom University (heute Nordwest-Universität) ein, wo sie 1951 einen Bachelor of Science in den Hauptfächern Botanik und Zoologie, 1953 einen Master-Abschluss in Zoologie mit der Arbeit Mesostigmatic Acarina associated with some South African Coleoptera und 1958 ein Higher Diploma in Bibliothekswesen mit der Auszeichnung cum laude erwarb.
1959 wurde sie mit der Dissertation A survey of the prostigmatic mites (Acarina, Trombidiformes, Prostigmata) associated with plants in South Africa, with descriptions of a new genus and new species. zum D.Sc. in Zoologie promoviert.
Im selben Jahr wurde sie Mitarbeiterin im Plant Protection Research Institute (PPRI). 1961 erhielt sie ein Stipendium des Canadian Research Councils für ein Postgraduiertenstudium. Während eines Zeitraums von 12 Monaten besuchte sie mehrere Acarologen in Kanada, den USA und Europa. 1964 wurde sie zur Leiterin der Unterabteilung Wirtschaftszoologie (Arachnida und Nematologie) befördert und 1970 wurde sie stellvertretende Direktorin des PPRI. 1989 wurde sie zur Fachwissenschaftlerin ernannt, und kurz vor ihrer Pensionierung im Jahr 1994 wurde sie zur leitenden Fachwissenschaftlerin befördert. Meyer war eine Pionierin auf dem Gebiet der Milbenforschung in Afrika, insbesondere im südlichen Afrika. Dies führte zu einem besseren internationalen wissenschaftlichen Verständnis der beiden Milbenfamilien Tetranychidae und Tenuipalpidae, zu denen einige der wirtschaftlich und landwirtschaftlich bedeutendsten Pflanzenschädlinge zählen. Meyer galt als weltweite Autorität auf dem Gebiet der pflanzenfressenden Milben von landwirtschaftlicher Bedeutung. Sie war Autorin oder Mitautorin von mehr als 700 neuen Arten und 25 neuen Gattungen und veröffentlichte mehr als 100 wissenschaftlichen Arbeiten, darunter sieben Berichte und zwei Handbücher über Milben von Nutzpflanzen. Sie entwickelte international anerkannte Bestimmungsschlüssel für die Familien Tetranychidae und Tenuipalpidae. 1983 initiierte sie die ersten Erhebungen zur Artenvielfalt von Milben, indem sie ein Projekt über die Milben und ihre Räuber in den Nationalparks Südafrikas durchführte. Daraus entstanden vier Fachartikel über die Milbenfauna der verschiedenen Parks. Meyer erstellte die erste Checkliste der Acari der Region Äthiopien, organisierte Erhebungen über Milben von wirtschaftlicher Bedeutung auf verschiedenen Nutzpflanzen in mehreren Ländern des südlichen Afrikas und erstellte die erste Liste der 60 wichtigsten Milbenschädlinge in dieser Region. Im Jahr 1959 gründete sie die National Collection of Acari, die heute als größte Milbensammlung der südlichen Hemisphäre mit 40.000 Präparaten und mehr als 1800 Typusexemplaren angesehen wird.
Meyer war auch an der angewandten Forschung über Milben beteiligt und entwickelte mehrere Sammeltechniken. Sie leistete einen bedeutenden Beitrag zur Bekämpfung von Milben in verschiedenen Kulturen und veröffentlichte Arbeiten über die Milben von Zitruspflanzen, Baumwolle, Fallobst, Weintrauben, Beeren, Gemüse, Tabak, Feldfrüchte, Blumen und Zierpflanzen. 
Meyer bot auch einen Informationsdienst über Milben und deren Bekämpfung an. Auf diese Weise trug sie zur Entwicklung von Techniken für den korrekten Einsatz von Sprühgeräten bei der chemischen Bekämpfung von Milben bei. Sie war aktiv an der Zulassung neuer Milbenbekämpfungsmittel beteiligt, unterstützte Chemieunternehmen bei der Planung und Gestaltung ihrer Sprühversuche an verschiedenen Kulturen und assistierte der Registrierstelle bei der Auswertung der Daten. Während ihrer gesamten Tätigkeit beim PPRI unterstützte sie die Leitung für Pflanzengesundheit des Landwirtschaftsministeriums bei der Verhinderung der Einfuhr fremder Milbenarten auf Pflanzenmaterial und Obst nach Südafrika. Sie bemühte sich auch besonders um die Förderung der biologischen Bekämpfung von Milben durch Raubmilben, Spinnentiere und Insekten. Da bestimmte Milbenarten zur Bekämpfung von invasiven Unkräutern eingesetzt werden können, half sie bei Erhebungen und beschrieb mehrere Arten, die auf verschiedenen Akazienarten vorkommen. 
Meyer arbeitete mit Forschern in Costa Rica, Israel, den Niederlanden und Portugal zusammen und bot einen Bestimmungsdienst für verschiedene Länder wie Australien, Belgien, Brasilien, Kanada, die Kapverdischen Inseln, England, Deutschland, Hawaii, Indien, den Iran, die Republik Madagaskar, die Niederlande, Réunion, Thailand und die USA an. Sie besuchte mehrere Länder im südlichen Afrika wie Angola, Malawi, Mosambik, Swasiland und Simbabwe, um sie über wirtschaftlich wichtige Milben in verschiedenen Kulturpflanzen zu beraten, und veröffentlichte Artikel über die Milbenfaunen von Kamerun, den Kapverdischen Inseln, Costa Rica, Israel, Simbabwe und Jemen. 
Meyer betreute sechs Masterstudentin sowie sieben Doktoranden und fungierte bei 14 Studenten als Prüferin. 1994 ging sie in den Ruhestand, arbeitete aber weiterhin als assoziierte Forscherin am PPRI. Sie schrieb Fachartikel für zahlreiche Zeitschriften und war bis 1997 Chefredakteurin im Redaktionsausschuss des International Journal of Acarology. Im März 1998 rief das International Journal of Acarology in Anerkennung ihres herausragenden Beitrags zur Acarologie das M K P Meyer Fellowship ins Leben und im Jahr 2002 erhielt sie vom International Journal of Acarology eine zweite Auszeichnung für ihren Beitrag zur Wissenschaft.